# Belem (fartyg)
Belem är en fransk tremastad bark från 1896 som används som skolfartyg. 
Hon byggdes som last- och passagerarfartyg för rederiet Société Denis Crouan & Cie vid skeppsvarvet Adolphe Dubigeon i Chantenay-sur-Loire, nuvarande Nantes och döptes efter staden Belém i den nybildade republiken Brasilien där rederiet hade kontor. Barken sattes i trafik mellan Frankrike och främst Brasilien och Franska Guyana i Sydamerika med kakao- och kaffebönor och korsade Atlanten totalt 33 gånger. På en resa till Antillerna klarade hon sig oskadd från ett vulkanutbrott på Martinique eftersom det var fullt på redden i Saint-Pierre när Montagne Pelée fick ett stort utbrott 1902.
Efter redarens död 1907 bytte Belem ägare flera gånger och övertogs i mars 1914 av engelska Hugh Grosvenor som lät bygga om henne till lustjakt och installera två hjälpmotorer från Bolinder-Munktell. Southampton blev den nya hemmahamnen. År 1922 köptes hon av bryggeriägare Arthur Ernest Guinness som döpte om fartyget till Fantôme II och lät utrusta det för en världsomsegling med sina tre döttrar via Panamakanalen och Suezkanalen 1923–1924. Guinness reste också med familjen till Spetsbergen, Marseille och Sevilla via floden Guadalquivir samt till Montréal i Kanada i samband med Georg VI:s trontillträde 1937.
Under andra världskriget var fartyget upplagt på Isle of Wight och 1951 köptes hon av en venetiansk greve och flyttades till Italien för att byggas om till skolfartyg. Hon riggades som barkentin och döptes till Giorgio Cini efter ägarens avlidna son. Barkentinen seglade i Medelhavet och Adriatiska havet som skolfartyg för den italienska handelsflottan till 1965 då hon lades upp i Venedig.
Fartyget renoverades på ett italienskt varv 1976 och riggades åter som bark. Tre år senare köptes hon tillbaka till Nantes av en grupp franska affärsmän via en stiftelse. Hon utsågs till Monument historique år 1984 efter omfattande renoveringar och seglar sedan dess med elever och betalande gäster under namnet Belem.